# Omelnîk, Kremenciuk
Omelnîk (în ucraineană Омельник) este localitatea de reședință a comunei Omelnîk din raionul Kremenciuk, regiunea Poltava, Ucraina.

## Demografie
Componența lingvistică a localității Omelnîk
     Ucraineană (90,72%)
     Rusă (7,62%)
     Belarusă (1,33%)
     Alte limbi (0,17%)
Conform recensământului din anul 2001, majoritatea populației localității Omelnîk era vorbitoare de ucraineană (90,72%), existând în minoritate și vorbitori de rusă (7,62%) și belarusă (1,33%).